# Civico museo Sartorio
Il civico museo Sartorio si trova a Trieste.
Custodisce arredi e oggetti d'epoca, ceramiche, libri, raccolte di quadri, disegni di Giambattista Tiepolo e una gipsoteca-gliptoteca. Venne aperto parzialmente la prima volta nel 1949 e inaugurato nella sua totalità nel 1954. Recentemente è stato restaurato e riaperto al pubblico alla fine del 2006. Il responsabile del restauro è l'architetto Giovanni Paolo Bartoli.
La famiglia Sartorio è originaria di Sanremo, e nel 1775 aprì una filiale di commercio a Trieste, affidandone la conduzione a Pietro Sartorio, il quale, trasferitosi a Trieste con la moglie, iniziò così il ramo triestino della famiglia. L'ultima erede, la baronessa Anna Segrè Sartorio, lasciò la villa, costruita alla fine del Settecento, in eredità al comune affinché venisse trasformata in museo, con tutto il suo arredamento.